# Follansbee House
Das Follansbee House ist ein historisches Gebäude in Andover im US-Bundesstaat Massachusetts. Das im Jahr 1835 errichtete Haus wurde 1982 im Rahmen der Multiple Property Submission Town of Andover MRA als Baudenkmal in das National Register of Historic Places aufgenommen.

## Geschichte
Paul Bailey Follansbee (1811–1900) kam in den 1830er Jahren von West Newbury nach Andover und erwarb Farmland zu beiden Seiten der Lowell Street. Er errichtete zunächst ein Wohnhaus, dazu kamen in den nächsten Jahren eine Scheune und ein Gewächshaus. Ein bereits auf dem Grundstück befindliches Haus der Vorbesitzer verkaufte Follansbee, ebenso veräußerte er auch einige Teile des Lands wieder weiter. Follansbee arbeitete als Landschaftsgärtner und Blumenhändler, er betrieb auf seinem Land eine Baumschule und war außerdem als Hobbyarchäologe tätig. Auf seinem Grund und Boden entdeckte er zahlreiche historische Fundstücke wie Pfeil- und Speerspitzen. Zum 250. Stadtjubiläum im Jahr 1896 präsentierte er seine Fundstücke im Rahmen einer Ausstellung auf seiner Farm der Öffentlichkeit. In zeitgenössischen Zeitungen der Region wurde Follansbees Haus und Grundstück als eine der Sehenswürdigkeiten Andovers angepriesen.
Paul Follansbee war mit Eliza Ann Chase (1811–1886) verheiratet, das Paar bekam neun gemeinsame Kinder. Nach Pauls Tod im Jahr 1900 erbte sein Sohn John das Anwesen, dieser starb jedoch bereits acht Monate später, Haus und Grund gingen auf zwei von Johns Schwestern über. Im Jahr 1904 übernahm Pauls Enkel Charles Spaulding das Familienunternehmen. Bis 1919 blieb das Anwesen in Besitz der Nachfahren Follansbees, danach wechselten die Besitzer mehrfach.